# SDSS J0900+2234 FG
SDSS J0900+2234 FG è un ammasso di galassie situato in direzione della costellazione del Cancro alla distanza di oltre 4,7 miliardi di anni luce dalla Terra (light travel time) (distanza comovente: 5.804 miliardi di anni luce).
L'ammasso è composto da 28 galassie. La più luminosa è SDSS J090002.64+223404.8 o LRG-4-606, dove LRG sta per Luminous Red Galaxy, un tipo di galassie censite dallo Sloan Digital Sky Survey e rappresentate soprattutto da massicce galassie ellittiche composte da un gran numero di stelle antiche.
Intorno a LRG-4-606 si sviluppa un fenomeno di lente gravitazionale sotto forma di un anello incompleto che rappresenta una galassia remota (SDSS J0900+2234 BG) con un redshift di z = 2,03, la cui immagine è stata amplificata e distorta, situandosi in realtà ad una distanza di 10,088 miliardi di anni luce (light travel time) (distanza comovente: 16,777 miliardi di anni luce).
Le immagini del fenomeno sono state raccolte dal Telescopio spaziale Hubble nel 2011.